# Left of the Middle
Left of the Middle är Natalie Imbruglias debutalbum. Det släpptes den 24 november 1997 i USA, och den 10 mars 1998 i Storbritannien.

## Låtlista

### Vanlig utgåva
1. "Torn"
2. "One More Addiction"
3. "Big Mistake"
4. "Leave Me Alone"
5. "Wishing I Was There"
6. "Smoke"
7. "Pigeons And Crumbs"
8. "Don't You Think?"
9. "Impressed"
10. "Intuition"
11. "City"
12. "Left Of The Middle"

### Specialutgåva
1. "Torn"
2. "One More Addiction"
3. "Big Mistake"
4. "Leave Me Alone"
5. "Wishing I Was There"
6. "Smoke"
7. "Pigeons And Crumbs"
8. "Don't You Think?"
9. "Impressed"
10. "Intuition"
11. "City"
12. "Left Of The Middle"
13. "Tomorrow Morning"
14. "Something Better"
15. "Frightened Child"
16. "Diving In The Deep End"
17. "City" (Live in Barcelona)